# Murawjow-Amurski-Halbinsel
Die Murawjow-Amurski-Halbinsel (russisch Полуостров Муравьёва-Амурского) befindet sich an der Peter-der-Große-Bucht im russischen Fernen Osten. Sie trennt die beiden Nebenbuchten namens Amur- und Ussuribucht, die geographisch nichts mit den namensgebenden Flüssen zu tun haben. Der Halbinsel vorgelagert ist der Kaiserin-Eugenie-Archipel mit der Russki-Insel, die durch den Östlichen Bosporus von der Halbinsel getrennt ist.
Die Stadt Wladiwostok liegt am südlichen Ende der Halbinsel, die nach dem Generalgouverneur Nikolai Murawjow-Amurski 1859 benannt wurde.